# Hydropsyche marceus
Hydropsyche marceus är en nattsländeart som beskrevs av Samuel Hubbard Scudder 1890. Hydropsyche marceus ingår i släktet Hydropsyche och familjen ryssjenattsländor. Inga underarter finns listade i Catalogue of Life.